# Meckesheim
Meckesheim – miejscowość i gmina w Niemczech, w kraju związkowym Badenia-Wirtembergia, w rejencji Karlsruhe, w regionie Rhein-Neckar, w powiecie Rhein-Neckar-Kreis, siedziba związku gmin Elsenztal. Leży nad rzeką Maienbach, ok. 15 km na południowy wschód od Heidelbergu, przy drodze krajowej nr 45.